# Абу, Самасси
Самасси Абу́ (фр. Samassi Abou; род. 4 апреля 1973, Ганьоа) — французский нападающий, ивуарийского происхождения, наиболее известен по выступлениям в английском «Вест Хэм Юнайтед» и молодёжной сборной Франции.

## Биография
Абу — воспитанник клуба «Олимпик Лион». Начал карьеру в составе команды «Мартиг», в сезоне 1992/1993 годов вернулся в «Олимпик». 15 августа 1992 года в матче против клуба «Нант» дебютировал во французской Лиге 1; 12 декабря в гостевой встрече против «Ланса» забил первый гол в составе «Лиона». В 1996 году был продан в «Канн», 10 августа 1996 года дебютировал и забил первый гол за команду в матче против «Нанси».
В октябре 1997 года был подписан английским клубом «Вест Хэм Юнайтед» по личной заинтересованности тренера «молотобойцев» Харри Реднаппа, который хотел добавить вариативности в атакующую линию команды. 9 ноября 1997 года в матче против Челси вышел на замену вместо Джона Монкура. 6 января 1998 года Абу забил первый гол в матче четвертьфинала Кубка Английской лиги против «Арсенала».
После дубля в разгромном матче против «Барнсли», Абу получил красную карточку за фол против защитника «Тоттенхэм Хотспур» Рамона Вега. По итогам сезона 1997/98 забил шесть голов в 26 матчах в составе «Вест Хэм Юнайтед». В декабре 1998 года был арендован клубом «Ипсвич Таун», единственный раз отличившись в матче против «Шеффилд Юнайтед». В октябре 1999 года, Абу арендовал «Уолсолл» но спустя месяц арендное соглашение было разорвано. После окончания контракт с «Вест Хэм Юнайтед» выступал за французские «Аяччо» и «Лорьян». После завершения карьеры переехал в Абиджан где тренируют юношеские команды в академии от 11 до 17 лет.

## Достижения
«Вест Хэм Юнайтед»
- Обладатель Кубка Интертото: 1999